# Filmklapper

Een filmklapper

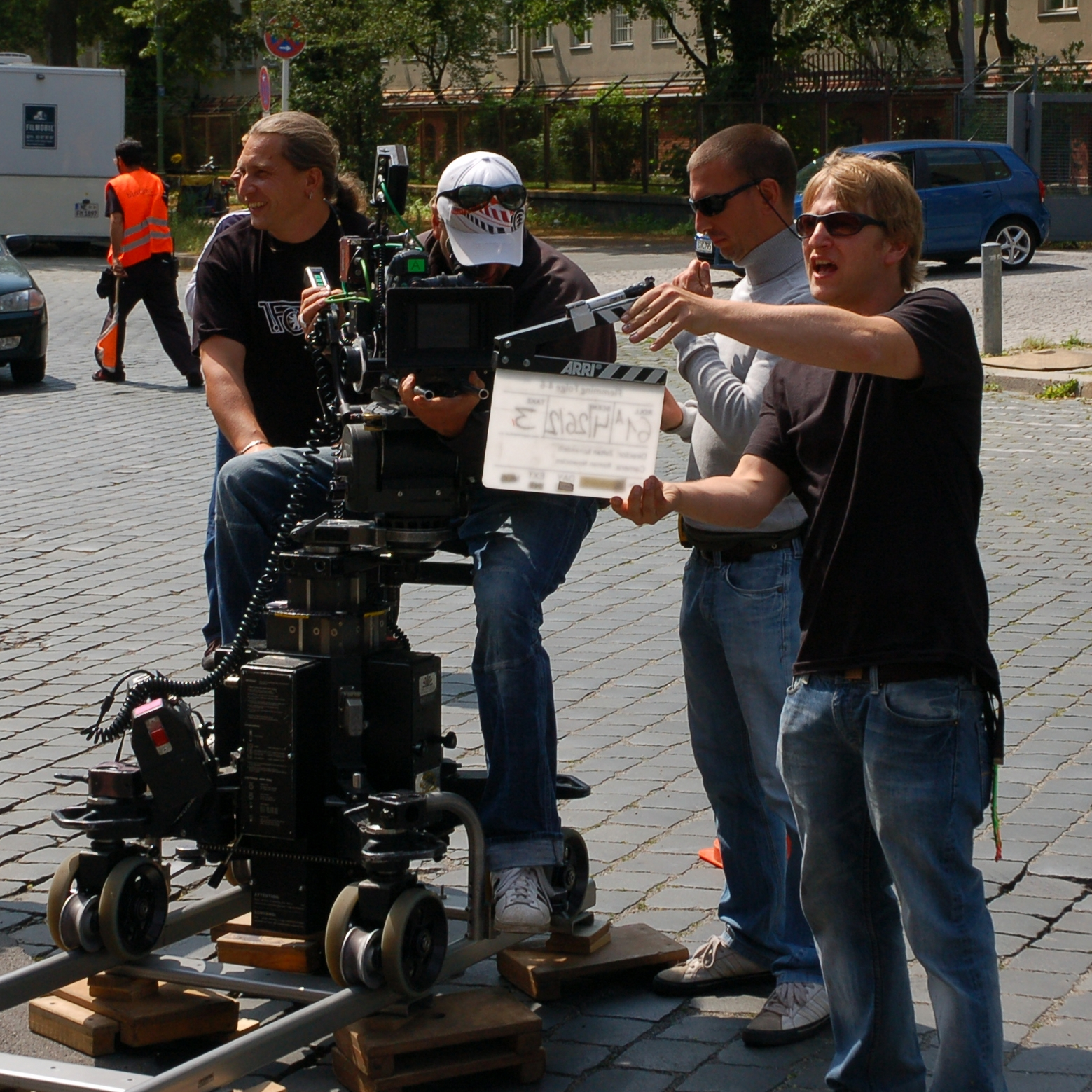

Een filmklapper is een hulpmiddel in de filmindustrie om het beeld en het geluid van een film te synchroniseren en aan te geven om welke scène het gaat die wordt opgenomen. De filmklapper is een beschrijfbaar bord waaraan een scharnierend deel zit dat hoorbaar en zichtbaar (en dus synchroon) op de bovenzijde van het bord kan worden geklapt. Het is uitgevonden door Frank Thring aan het begin van 20e eeuw.
Op de filmklapper wordt genoteerd om welk camerastandpunt, welke scène en welke take het gaat. Soms wordt ook aangegeven om welke productie het gaat en welke regisseur erbij betrokken is. De filmklapper wordt bij het begin van elke opname in beeld gehouden en de gegevens worden hardop voorgelezen.  Daarna wordt de filmklapper dichtgeklapt, wat in het beeld zichtbaar en in het geluid hoorbaar is. Door het opschrift kunnen achteraf de bij elkaar behorende -maar gescheiden opgenomen- geluids- en beelddragers worden gevonden, en op de klap kunnen ze met elkaar gesynchroniseerd ("gelijk gelegd") worden.
In het verleden werden de gegevens met krijt op de filmklapper geschreven, tegenwoordig worden whiteboardstiften gebruikt. De laatste jaren worden ook wel digitale filmklappers gebruikt, waarbij het take- en scènenummer digitaal worden weergegeven. De fotograaf/cineast/uitvinder Wim van der Linden heeft daartoe de 'Scriptboy' uitgevonden, waarmee hij furore maakte in Hollywood.
Bij grotere producties is er bij de opname een speciale functionaris, de clapperloader, die verantwoordelijk is voor het weergeven van de juiste informatie op de filmklapper.